# Klubovna (Městečko South Park)
Klubovna (v anglickém originále Clubhouses) je jedenáctý díl druhé řady amerického komediálního animovaného televizního seriálu Městečko South Park. 

## Děj
Stan a Kyle postaví klub na stromě, aby mohli hrát s Wendy a Bebe hru vadí-nevadí. Nechtějí mezi sebou Erica a Kennyho, ale Eric s Kennym se rozhodnou si postavit vlastní bunkr na stromě. Stanovi rodiče se mezitím hádají, nakonec se rozvádí a oba si hledají nové partnery. Cartmanův a Kennyho bunkr se vymyká kontrole, když do něj přizvou dvě dospívající holky. Puberťačky si pozvou do bunkru své přátele a nechtějí hrát vadí-nevadí. Při následné taneční vřavě zemře při moshpitu Kenny. Stan se dozví, že má nového otce, jménem Roy, a nenávidí ho. Pozve tedy Sharon a Randyho do vlastního klubu. Ti se tam usmíří a dají se znovu dohromady. Když si přečte pozvánku i jeho nevlastní otec, který se vydá ke stromu, Stan ho chytí do pasti. Další den je Stan ve hře konečně na řadě a v domnění, že mu Bebe nařídí dát pusu Wendy, zvolí „nevadí“. Bebe mu však místo polibku příkáže strčit si větvičku do penisu. 